# Titoli accademici ecclesiastici
I titoli accademici ecclesiastici sono rilasciati da enti universitari, istituiti dalla Santa Sede che è Istituzione, cioè soggetto di diritto internazionale, diverso dallo Stato Città del Vaticano (altro soggetto di diritto internazionale), anche se sostanzialmente il capo di entrambi i due soggetti è il Romano Pontefice.

## Descrizione generale
Lo Stato ha una serie di istituti accademici che, a seconda del numero di facoltà e di altre caratteristiche, sono chiamati università pontificie, atenei pontifici e facoltà pontificie. L'aggettivo "pontificio" sta a significare che l'ordinamento e i titoli rilasciati sono di diritto pontificio, cioè sono regolati dal diritto canonico e non dal diritto interno dello Stato in cui è fisicamente situata l'istituzione universitaria. Se vi sono poi accordi internazionali di tipo concordatario o meno tra quello Stato e la Santa Sede, possono prevedersi forme di riconoscimento dei titoli conseguiti presso le università o facoltà pontificia, anche estere. 
Alcune di queste istituzioni sono state fondate direttamente dallo Stato, attraverso un'apposita congregazione. Altre, invece, fanno capo a ordini secolari, congregazioni religiose e istituti di vita consacrata, ma sono riconosciuti dallo Stato. Alcune facoltà offrono un curricolo ulteriore rispetto a quello che dà il nome alla facoltà. In questo caso, il titolo rilasciato varia in base al curricolo. Ad esempio se lo studente è iscritto al primo ciclo della facoltà di Scienze dell'educazione conseguirà il baccellierato in Scienze dell'educazione, se invece è iscritto al primo ciclo della medesima facoltà con il curricolo in Psicologia conseguirà il baccellierato in Psicologia.
I titoli di studio sono tradizionalmente rilasciati in lingua latina. Tuttavia, alcune istituzioni hanno deciso di rilasciarli con affiancata la traduzione nella lingua dello studente. In questo caso, si usano i nomi che i corrispondenti titoli accademici hanno nello stato dello studente. Le università e le altre istituzioni di studi superiori pontificie non vanno confuse con le università cattoliche, che sono istituzioni universitarie che seguono gli ordinamenti civili (cioè, nel lessico giuridico ecclesiastico, gli ordinamenti non canonici degli stati diversi dal Vaticano), completamente autonome rispetto all'autorità ecclesiastica ed estranee al diritto pontificio, ma che sono riconosciute dalla Chiesa cattolica.

## Classificazione
I titoli rilasciati da tali istituti vengono chiamati gradi accademici e sono i seguenti:
- baccalaureato o baccellierato, corrisponde ad una laurea triennale, il cui titolare viene detto baccelliere, rilasciato al termine del primo ciclo di studi (teologici o di altro genere);
- licenza, il cui titolare viene detto licenziato, corrisponde ad una laurea magistrale, che viene rilasciato al termine del secondo ciclo;
- dottorato, il cui titolare viene detto dottore, che può essere conseguito frequentando il terzo ciclo.

Al primo ciclo di studi può accedere chi sia in possesso di un titolo che dia accesso all'università nel paese in cui è stato conseguito, ad eccezione del primo ciclo di studi teologici, al quale può accedere solo chi abbia completato un ciclo di studi filosofici. Al secondo ciclo dà accesso il baccellierato e al terzo ciclo dà accesso la licenza.
Fino all'inizio degli anni 2000, i cicli duravano due anni cadauno; avendo la Santa Sede aderito al processo di Bologna per la costituzione dello Spazio europeo dell'istruzione superiore, il primo ciclo è stato innalzato a tre anni ed è stato introdotto l'uso dei crediti ECTS, anche se non ancora tutte le istituzioni accademiche pontificie, dotate di piena autonomia in tal senso, hanno già riformato i propri curricoli di studio.
Il primo ciclo corrisponde a un undergraduate programme anglo-americano, mentre il secondo e il terzo sono postgraduate in successione. I gradi corrispondono al bachelor's degree, al master universitario e al doctorate, quindi agli italiani laurea, laurea magistrale e dottorato di ricerca.

## La presenza in Italia
In Italia esistono altresì gli Istituti Superiori di Scienze Religiose, istituti ecclesiastici di studi superiori post-secondari normalmente collegati alle diocesi che fino a pochi anni fa rilasciavano, al termine di un corso di durata quadriennale, il Diploma Accademico di Magistero in scienze religiose. Tale titolo, equiparato al grado accademico di baccellierato, in base al Concordato consente l'accesso all'insegnamento della religione cattolica nelle scuole secondarie italiane, senza bisogno di preventivo riconoscimento. Da alcuni anni gli Istituti Superiori di Scienze Religiose sono stati riformati e i relativi corsi di studio sdoppiati in due cicli (Laurea triennale in scienze religione, Laurea magistrale in scienze religiose). Gli studi ecclesiastici compiuti presso i seminari maggiori, infine, sono riconosciuti ai fini del conseguimento di gradi accademici.
In Italia, sebbene esistano diversi atenei non statali promossi da istituzioni religiose, l'unica università cattolica è l'Università Cattolica del Sacro Cuore di Milano, autorizzata a fregiarsi dell'aggettivo "cattolica" in quanto nei suoi corsi di primo ciclo sono impartiti obbligatoriamente insegnamenti di teologia. Tale università rilascia però titoli di diritto italiano e non di diritto pontificio.
A differenza delle facoltà italiane, che erano enti di raccordo di corsi di studio differenti, le facoltà pontificie offrono normalmente un unico corso di studi, chiamato con lo stesso nome della facoltà e suddiviso in tre cicli in sequenza. Dopo l'introduzione del Processo di Bologna, molte università hanno articolato il secondo ciclo in indirizzi di specializzazione. Tuttavia il titolo rilasciato fa sempre riferimento al nome della facoltà, pertanto sarà identico per tutti e tre i cicli: l'indirizzo funge da mero caratterizzatore del piano di studi individuale, come un major inglese, ma non figura nel titolo.

## Riconoscimento dei titoli accademici pontifici in Italia
Un accordo siglato tra la Repubblica Italiana e la Santa Sede del 13 febbraio 2019 prevede una estensione delle discipline "concordatarie" riconosciute dallo Stato italiano, che prima si limitavano alla Teologia e alla Sacra Scrittura, e che ora comprendono anche il Diritto Canonico, la Liturgia, la Spiritualità, la Missiologia, le Scienze religiose o le facoltà degli Studi Specializzati.
http://www.educatio.va/content/cec/it/studi-superiori-della-santa-sede/quadro-nazionale-delle-qualifiche/qualifications-framework/studi-specializzati.html